# The Metal Opera: Pt 1 & 2 – Gold Edition
The Metal Opera: Pt 1 & 2 – Gold Edition je box set rockové opery Avantasia. Box set vyšel 7. března 2008. Box set obsahuje první dvě alba Avantasii (The Metal Opera a The Metal Opera Part II) na dvou CD, 44 stránkový booklet a interview se zakladetelem projektu, Tobiasem Sammetem.

## Seznam skladeb

### CD 1
1. Prelude
2. Reach Out for the Light
3. Serpents in Paradise
4. Malleus Maleficarum
5. Breaking Away
6. Farewell
7. The Glory of Rome
8. In Nomine Patris
9. Avantasia
10. A New Dimension
11. Inside
12. Sign of the Cross
13. The Tower
14. Avantasia (bonusový singl)

### CD 2
1. The Seven Angels
2. No Return
3. The Looking Glass
4. In Quest for
5. The Final Sacrifice
6. Neverland
7. Anywhere
8. Chalice of Agony
9. Memory
10. Into the Unknown
11. Sign of the Cross (bonusová skladba) - Audio
12. Sign of the Cross (bonusová skladba) - Video

## Obsazení
- Tobias Sammet – zpěv, klávesy
- Henjo Richter – kytara
- Markus Großkopf – baskytara
- Alex Holzwarth – bicí

### Hosté

#### Hudebníci
- Jens Ludwig – kytara
- Norman Meiritz – kytara
- Timo Tolkki – kytara
- Eric Singer – bicí
- Frank Tischer – klávesy

#### Zpěváci
- Tobias Sammet
- Michael Kiske
- David DeFeis
- Ralf Zdiarstek
- Sharon den Adel
- Rob Rock
- Oliver Hartmann
- Andre Matos
- Kai Hansen
- Timo Tolkki